# Rolig historia
En rolig historia är oftast en påhittad berättelse med en humoristisk poäng. Historien kan också vara sann men är då oftast lite förenklad för att få ut det viktiga och specifikt roliga.
En humoristisk poäng består vanligen i en motsägelse, eller ett oförutsett samband mellan två skilda ting. Det kan även vara en dubbel betydelse i ett ord eller liknande. En riktig poäng går emot logiken och skapar ett överraskningsmoment och en ahaupplevelse.
Roliga historier brukar ofta bygga på starkt befästa karaktärer vars egenskaper man som publik redan är bekant med, omfattande bakgrundsinformation kan på så vis undvikas. Ofta använder man starkt generaliserade bilder och fördomar när man beskriver karaktärerna. I fel sällskap kan det väcka anstöt.

## Karaktärer
Återkommande karaktärer är bland andra blondiner, norrmän och skottar. Dessa karaktärer ger upphov till en egen genre inom humor och roliga historier, såsom blondinskämt, norgehistorier etc. 
- Norrmannen symboliserar oftast en trögtänkt och korkad figur, som ändå visar sig positiv till saker och ting. I Norge berättar man samma historier fast med svenskar som huvudfigurer.

- Blondinskämt kan upplevas sexistiska och kvinnoförnedrande, då de ofta bygger på att blondiner inte är så smarta, dessutom, för att skilja dem från norgehistorier, lägger man till att blondiner är lätta på foten och fåfänga.

- I historier med skottar och smålänningar som huvudkaraktärer bygger skämtet vanligen på snålhet och ekonomisk försiktighet.

- En återkommande genre inom den mer amatörmässiga humorn är Bellman och Bellmanhistorier, där formatet ofta bygger på att Bellman tävlar mot personer av andra nationaliteter såsom tyskar, engelsmän, norrmän, danskar etc. Genom historien följer ofta talet tre, att det är tre karaktärer med tre nationaliteter, dessa ska mäta/jämföra/göra/utföra något. Detta sker sedan i tur och ordning, först den ene, sedan den andre och sist Bellman. Bellman brukar stå för poängen genom att han överträffar de andra.

## Exempel
Erik och August satt på en bänk i parken en eftermiddag och samtalade och Erik berättade att han dagen innan köpt en hörapparat.
- Jaha du Erik, sa August. Hur mycket kan en sådan hörapparat kosta då?
- Halv 3.
En man hade seglat på de sju haven i hela sitt liv och då han dog så fick han äntligen ro.
En man går till doktorn för att han hostar så mycket.
Doktorn skriver av misstag ut laxerande medel istället för hostmedicin.
Tre dagar efter möts de på gatan, doktorn frågar artigt:
- Hostar ni fortfarande?
- Oh nej! Jag vågar inte längre.
En skotte var ute och gick med sin fru då de plötsligt passerade en restaurang. Hustrun säger då menande:
- Mmmm...känner du så gott det luktar.
- Ja, vill du att vi ska gå förbi en gång till?
En norsk och en svensk man var ute på en fisketur. Plötsligt får svensken napp och får upp en riktig bjässe.
Svensken utbrister:
- Hur ska vi döda den?
- Vi dränker den.
Vattnet är mycket viktigt, för utan vatten skulle ingen lära sig simma och då skulle alla drunkna.